# Callisia warszewicziana
Callisia warszewicziana là một loài thực vật có hoa trong họ Commelinaceae. Loài này được (Kunth & C.D.Bouché) D.R.Hunt mô tả khoa học đầu tiên năm 1983.